# Semerovo
Semerovo és un poble i municipi d'Eslovàquia que es troba a la regió de Nitra, al sud-oest del país. El 2021 tenia 1.332 habitants.

## Història
La primera menció escrita de la vila es remunta al 1210.

## Demografia
| Godina             | 1994 | 2004   | 2014   | 2024   |
| ------------------ | ---- | ------ | ------ | ------ |
| Nombre de persones | 1247 | 1365   | 1430   | 1309   |
| Diferència         |      | +9,46% | +4,76% | −8,46% |

| Godina             | 2023 | 2024   |
| ------------------ | ---- | ------ |
| Nombre de persones | 1318 | 1309   |
| Diferència         |      | −0,68% |